# Myopia
Myopia es una banda de power metal y metal progresivo originaria de Estados Unidos, cuyo nombre está relacionado con un club llamado Myopia Hunt Club.
Myopia nace en el año 2004, en sus inicios hacía versiones de bandas como Sonata Arctica, Stratovarius, Into Eternity y Edguy. En el año 2007 firman con la empresa Finnvox, que ha trabajado con bandas como: Nightwish, HIM o Children of Bodom.

## Discografía

### Álbumes
- The Straightway Full-length, 2006
- Nyght Full-length, 2007

### EP
- The Rising 2005

## Miembros
- Mark Grey, vocalista.
- Charles Woodruff, guitarrista.
- Michael Cavadini, teclista.
- Kyle Longley, ajista y vocalista.
- William Woodruff, batería.